# Hipparchos z Nikei
Hipparchos z Nikei, Hipparch, gr. Ἵππαρχος  ο Νικαεύς (ur. ok. 190 p.n.e., zm. 120 p.n.e.) – grecki matematyk, geograf i astronom.

## Życiorys
Urodził się w Nikei w Bitynii (obecnie Turcja). Zmarł na wyspie Rodos. Jest uważany za współtwórcę naukowych podstaw astronomii. Pracował w Aleksandrii i na Rodos, stworzył podstawy teorii planet, która następnie została rozwinięta przez Ptolemeusza (koła mimośrodowe i epicykle).
Był zwolennikiem geocentryzmu. Odrzucił teorię sfer homocentrycznych (krążących wokół Ziemi), ponieważ była ona niezgodna z odkrytymi przez niego nieregularnościami ruchu ciał niebieskich. Nie chcąc zaprzeczyć centralnemu miejscu Ziemi, stworzył nową teorię budowy wszechświata, zwaną teorią epicykli i deferentów.

Podstawę jej stanowiło nakładanie się dwóch i większej liczby jednostajnych ruchów kołowych tak, aby środek jednego obracającego się koła poruszał się po obwodzie koła drugiego. Dobranie odpowiedniej liczby kół oraz kierunków i prędkości ich obrotu pozwalało na otrzymanie wielu złożonych ruchów. 

Najprostszym układem są dwa koła obracające się w tym samym kierunku. Koło większe nazywa się deferentem, a mniejsze - epicyklem. Ziemia znajduje się w centralnym punkcie deferentu, a krążąca wokół niej planeta - na obwodzie epicykla, którego środek porusza się ruchem jednostajnym po obwodzie deferentu. Ten z kolei takim samym ruchem obraca się dokoła nieruchomego globu ziemskiego. 

Ze względu na zbyt nieregularne ruchy Słońca i Księżyca, by można je było zinterpretować za pomocą tej teorii, Hipparch stwierdził, że muszą się one poruszać po ekscentryku, tj. okręgu, którego środek znajduje się poza Ziemią.
Jego największe osiągnięcia to:
- zmierzył odległość Ziemi od Księżyca
- zmierzył długość roku syderycznego (równego czasowi obiegu Ziemi wokół Słońca)
- zmierzył kąt nachylenia ekliptyki do równika niebieskiego
- zmierzył mimośród "orbity Słońca" (de facto ziemskiej)
- odkrył zjawisko precesji[2] i zmierzył szybkość przesuwania się punktu Barana
- wprowadził południki i równoleżniki
- wykonał atlas 1080 gwiazd
- wprowadził wielkości gwiazdowe, stosowany do dziś sposób oceny obserwowanej jasności gwiazd

Dzięki jego obserwacjom odkryto później ruch własny gwiazd. 
Przypisuje mu się także wynalezienie astrolabium.
Ponadto opracował „tablicę cięciw” (odpowiednik tablicy sinusów) czym zapoczątkował rozwój trygonometrii, a także pracował nad projekcjami kartograficznymi, czym zapoczątkował rozwój geografii kartograficznej.
Prace Hipparcha zaginęły, znane są m.in. z Almagestu i Geografii Ptolemeusza.
Jego imieniem został nazwany Hipparcos – jeden ze sztucznych satelitów Europejskiej Agencji Kosmicznej, który wykonał dokładne pomiary położenia ponad 100 000 bardzo odległych gwiazd, zgromadzone w Katalogu Hipparcosa.